# (8197) Mizunohiroshi
(8197) Mizunohiroshi (1993 VX) – planetoida z pasa głównego asteroid okrążająca Słońce w ciągu 4,64 lat w średniej odległości 2,78 au. Odkryta 15 listopada 1993 roku.